# Asellus (genre)
Pour les articles homonymes, voir Asellus.
Genre
Asellus est un genre de Crustacés aquatiques de la famille des Asellidae, comprenant une vingtaine d'espèces.

## Systématique
Le nom valide de ce taxon est Asellus, créé en 1762 par le zoologiste français Geoffroy. Arctasellus est un synonyme d’Asellus selon GBIF (7 mai 2022).

## Liste des espèces
| - Asellus aquaticus. - Asellus ismailsezarii. |

Selon GBIF (7 mai 2022) :
- Asellus alaskensis Bowman & Holmquist, 1975
- Asellus amamiensis Matsumoto, 1961
- Asellus aquaticus (Linnaeus, 1758)
- Asellus balcanicus Karaman, 1952
- Asellus birsteini Levanidov, 1976
- Asellus crypticus Collinge, 1945
- Asellus dybowskii Semenkevich, 1924
- Asellus epimeralis Birstein, 1947
- Asellus ezoensis Matsumoto, 1962
- Asellus hilgendorfii Bovallius, 1886
- Asellus hyugaensis Matsumoto, 1960
- Asellus incisus Van Name, 1936
- Asellus ismailsezarii Hosseini, 2022[3]
- Asellus kosswigi Verovnik, Prevorcnik & Jugovic, 2009
- Asellus kumaensis Matsumoto, 1960
- Asellus latifrons Birstein, 1947
- Asellus levanidovorum Henry & Magniez, 1995
- Asellus meridionalis Racovitza
- Asellus monticola Birstein, 1932
- Asellus musashiensis Matsumoto, 1961
- Asellus primoryensis Henry & Magniez, 1993
- Asellus quicki Collinge, 1947
- Asellus shikokuensis Matsumoto, 1960
- Asellus tamaensis Matsumoto, 1960
- Asellus turanaicus Sidorov & Prevorčnik, 2016